# Brigitte Alexander
Brigitte Kaufmann de Alexander (9 de octubre de 1911, Stuttgart-10 de mayo de 1995, Ciudad de México), conocida como Brigitte Alexander, fue una escritora, actriz, directora artística, y traductora germano-mexicana.

## Vida
Brigitte Kaufmann creció, hasta después del final de la Primera Guerra Mundial, en una familia rica y considerablemente asimilada de la comunidad judía, en Stuttgart, Alemania. Después de la guerra, la familia se movió a Berlín-Steglitz, porque el padre fue trasladado desde Berlín como comisionado de carbón. Y, más tarde, su padre fue director de la BEWAG. Era un socialdemócrata que apoyaba la República de Weimar. A fin de proporcionar a su hija protección de los ataques antisemitas, sus padres hicieron que se bautizara en el cristianismo.[cita requerida]
En su adolescencia, se involucró en la Juventud Socialista de los Trabajadores (acrónimo en alemán SAJ). Con la intención de convertirse en juez de menores, estudió en Fráncfort del Meno y en Friburgo de Brisgovia.[cita requerida]

## Vuelo y exilio
Después de que Adolf Hitler fuese nombrado canciller por Paul von Hindenburg, Brigitte ya no tuvo esperanzas de que el "fantasma" durase mucho, y comenzó a irse en unas "vacaciones de esquí", con su novio, a Austria. Viajando a ese destino, se enteró por la prensa del incendio del Reichstag, y telefoneanedo a su casa de la detención de su padre. Así, huyen a Lausana en Suiza, donde trabajaría de docente. Su novio, que no era judío, pudo regresar a Alemania. Afortunadamente, su familia Kaufmann pudo huir a través de Suiza, hacia Francia. Brigitte Kaufmann, que permanecía en Suiza, encontró trabajo como camarera, y luego una mejor posición en un Sanatorio de tuberculosis. Cuando las autoridades suizas descubrieron que no tenía permiso de trabajo, fue expulsada del país.

## Exilio en Francia
Brigitte Kaufmann pudo encontrarse con su familia, en París. Y encontró trabajo en la dirección de una fábrica de zapatos, políticamente organizada en el Frente popular a favor del antifascismo. En La Casa de la Cultura, en la Plaza Vendôme, a poca distancia de su lugar de trabajo, conoció a colegas artistas como Jean Louis Barrault, Pierre Abrahan, y Jan Doat, y fue cofundadora del grupo de teatro de vanguardia El Colibrí. Sus contactos con Austria le ayudaron a conseguir trabajo como secretaria y traductora de la familia Rothschild y de niños austriacos cuyos padres habían huido a la seguridad de Francia.[cita requerida]
Sus padres se fueron en 1935 a Inglaterra, y Brigitte se reunió en París con el ingeniero electrónico Alfred Alexander-Katz. Se casaron el 25 de julio de 1939, en una boda colectiva.[cita requerida]
Después de que Francia declaró la guerra a Alemania, en respuesta a la invasión de Polonia de 1939, muchos inmigrantes alemanes fueron internados. Alfred Alexander-Katz fue considerado un „extranjero enemigo“, y fue enviado a un campo de tránsito detenido, y se le dio la alternativa de trabajo forzado o enrolarse en la Legión Extranjera, tras lo cual se decidió por esta. Así fue mandado a África.[cita requerida]
Embarazada, escapó de ser internada en un campo. Su hijo Didier nació el 23 de abril de 1940. Y el 10 de junio de 1940, poco antes de la invasión nazi a París, en condiciones difíciles, pudo escapar en tren hacia el sur de Francia. Desde que se convirtió en inmigrante, carecía de pasaporte, pero precariamente poseía papeles como "protegida francesa". Y, al ser alcanzado el extremo sur, como Biarritz al control alemán, la hizo sentir muy insegura. Así siguió huyendo sin papeles. Y un familiar los llevó, mientras tanto, a un pequeño pueblo. Por último, se las arregló para escapar a un centro de refugiados en Lourdes (Altos Pirineos), donde ella y su hijo, desnutrido, encontraron el apoyo de hospitalarias religiosas.[cita requerida]
Con la ocupación nazi de Francia, se disolvió la Legión Extranjera, y nuevamente su marido fue internado en Francia. En Clermont-Ferrand, Brigitte consiguió prestados 5000 francos, y logró reencontrarse con su marido.[cita requerida]
En Clermont-Ferrand, aunque todos los habitantes del pueblo judío estaban perfectamente fichados como hebreos, vivieron un tiempo relativamente libres de persecución. Como ingeniero en electrónica, su marido trabajaba en una fábrica de radio. Y Brigitte se unió, con el apelativo artístico de Brigitte Châtel, a un grupo de teatro, y se fue de gira a las zonas no ocupadas con obras de Jean Racine. Su nombre artístico se mantuvo hasta 1956.[cita requerida]
Durante el invierno boreal de 1941 a 1942, las autoridades mexicanas les dieron, junto a otros 2000 refugiados políticos alemanes (entre ellos, la familia de Albert Einstein) visas para México, y les otorgaron asilo.[cita requerida]

## Exilio en México
La travesía desde Marsella, atravesando Casablanca, Jamaica, llevando cerca de 800 pasajeros judíos, en el vapor portugués São Tomé, arribando el 15 de abril de 1942, al puerto mexicano de Veracruz. La visa de 36 pasajeros, entre ellos la familia de Alexander y el fotógrafo berlinés Walter Reuter, no fueron reconocidos inicialmente. Sólo el compromiso de Heinrich Gutmann y de Erwin Friedeberg componentes de la Liga Pro Cultura Alemana y a resultas de negociaciones con las autoridades, se logró impedir un peligrosísimo regreso.
Rápidamente, Brigitte realizó ensayos teatrales con el dramaturgo, novelista y crítico teatral mexicano Rodolfo Usigli (1905-1979) para un nuevo compromiso en el teatro de la Comedia La familia cena en casa. Pronto su participación siguió con el grupo de teatro francés de André Moreau. Después de una gira con el grupo, pudo entrar en contacto con el "Club Heinrich Heine" y otros exiliados políticos en México.
Sobre la situación de Brigitte en México, el primer editor de historias y tramas alemán, Ulrike Schaette, escribió:

„En su nuevo país de exilio, Alexander y la familia ya no estuvieron expuestos al miedo de la extradición y a restricciones. Pero la lucha por la supervivencia económica era difícil, sobre todo después de la temprana muerte de Alfred Alexander, que dejó sola a Brigitte deatrás de tres niños pequeños. En Un hombre llamado Alfred Brigitte establece con su difunto esposo Alfred Alexander como padre y como esposo, un monumento literario amoroso“.  ... „ En Un niño nace se trata del racismo de los blancos de clase alta mexicana.“

## Obra
- Die Rückkehr. Erzählungen und Stücke aus dem Exil (El regreso. Historias y piezas del exilio). Traducido desde el castellano por Theo Bruns, Renata von Hanffstengel, Andrea Sevilla von Hanffstengel. Berlín 2005. Ed. Ulrike Schätte. ISBN 3-89626-522-9
- El retorno (con una posfación de Ulrike Schätte). En: Stefano, Giovanni di/Peters, Michaela (eds.) México como punto de fuga real o imaginario. Múnich: Meidenbauer, 301-304. ISBN 978-3-89975-257-1

## Literatura
- ulrike Schättes (prólogo y epílogo). Brigitte Alexander: Die Rückkehr. Erzählungen und Stücke aus dem Exil.
- ----------------. 2011. "Brigitte Alexander: Vivir entre dos mundos". En: Stefano, Giovanni di/Peters, Michaela (eds.) México com punto de fuga real o imaginario. Múnich: Meidenbauer, 285-299. ISBN 978-3-89975-257-1